# Amazon Glacier
Amazon S3 GlacierおよびAmazon S3 Glacier Deep Archiveは、Amazon.comがAmazon Web Servicesにて提供している、低コストのオンラインストレージWebサービスでデータのアーカイブやバックアップを目的とした高い信頼性を持つストレージを提供するサービスである。
クラウドコンピューティングサービス Amazon Web Services スイートの一部である Amazon S3 Glacier は、アクセスの頻度が少なくデータの取り出しに3〜5時間かかっても構わないようなアーカイブデータの長期間保存に向いている。ストレージのコストは2020年1月現在、1ギガバイトあたり月額0.005ドル（東京リージョンの場合）で、同じAmazonのSimple Storage Service (S3) よりかなり安価である。
Amazon S3 Glacier Deep Archive は1年あたり1～2回のアクセスを想定したストレージで、取り出しに12時間かかり、料金は2020年1月現在、1ギガバイトあたり月額0.002ドル（東京リージョンの場合）で Amazon S3 Glacier よりも安価である。
Amazon S3 Glacier では、データの書込みはリアルタイムで行われるが、取り出しはウェブで取り出したいファイルの「申込み」をしてから3〜5時間後に届く電子メールに書かれているURLをアクセスすることで実行され、20世紀中頃の長距離電話の申し込みのイメージである。この遅れは一見実用性に乏しい印象であるが、世の中のバックアップデータが事故が起きない限りほとんど取り出されることのないことや、バックアップデータの取り出しが必要になってもある程度の遅れは許容されることなどを考えるとまったく非実用的とは言い難く、また再び利用される可能性が著しく小さいか実際にはほとんどないような「歴史的」データを保存するためなど、その低コストゆえ適している応用分野が少なくない。
Amazonはこの取り出しに時間のかかるストレージサービスを「コールドストレージ」と読んでいるが、これは冷凍保存（cold storage）された品物が解凍するまで使えないことに引っ掛けたもので、商品名の「Glacier」（氷河）もここから来ていると思われる。
Amazonは、この新しいサービスでユーザが自社内（オンプレミス、on-premise）のテープバックアップドライブからクラウドベースバックアップサービスに移行することを期待している。

## ストレージ
ZDNetは、私的な電子メールによればGlacierは台数の多い大容量で低コストなハードディスクに相当する「低価格の市販ハードウェアコンポーネント」を使用していると述べており、独自のロジックによるカスタムラックで運用される低RPM（回転）型ハードディスクドライブである可能性があるが実装の詳細について公にはあきらかにされていない。

## コスト
無制限の量のデータをストレージに無料でアップロードできる（保存は従量制で有料）が、データのダウンロード（取り出し）の価格構成はずっと複雑である。Glacierからのデータ取り出しは2段構成になっており、最初に従量課金形式でGlacierからS3ストレージにデータを取り出し、次にS3ストレージから実際にデータをダウンロードする過程となる。Glacierは月5%まで無料だと宣伝しているが、この5%は1時間ごとに無料取り出しができる0.006944%（一ヶ月30日と仮定）に分散され、1時間ごとの無料レートを超えた量（別名ピーク毎時レート）は、月内の時間数を乗じた超過料金として課金される。
もっと具体的に言えば、Glacierユーザーはデータ取り出しに関わる課金を節約するためには、大きいデータを取り出すときはできるだけ長い時間に渡ってダウンロードを実行するように分散する必要がある。Glacierに対応するアプリケーションを開発するときも、データの取り出しをできるだけ長期間に渡って実行するようなメカニズムを実装したり、自身のテストによる単純なミスや誤解で簡単に高額な請求が来てしまわないように注意を傾注する必要がある。例えば、ユーザーが15GBのデータをGlacierに保存しテストとして693MB取り出した例では、取り出し率の計算で最終的に126GB分の料金がかかってしまった。
データのアップロードは無料だが、ダウンロードは課金される。同一リージョン内のEC2クラウドへの転送は無料だが、AWSリージョン間のデータ転送は1GBあたり$0.02かかる（東京リージョンからのダウンロードは1GBあたり$0.09）。Glacierからインターネットへの転送は、一ヶ月1GBまでの無料転送量を超えるとスライド制課金が始まり、最初の1GBは$0.12かかる。Glacierに保存されたデータを3ヶ月以内に削除しても1GBあたり$0.03かかり、リアルタイムのアクセスのようなAmazonが提供している他のストレージつまりS3がより適している場合は、ユーザが本サービスの利用を避けるように仕向けている。
GlacierはAWS S3より最大90%安い (PlanForCloudによる価格比較)。以前はAmazonの提供するアーカイブサービスははAWS S3クラウドだけだった。

## 小売り
Glacierの複雑な課金体系とネットワークアーキテクチュアはコンシューマやSOHOレベルのエンドユーザにとってハードルが高い。そこでバックボーンストレージにGlacierを使いながらもWindows、MacOS、iOS、Androidなどのオペレーティングシステム向けに簡単で使いやすい専用ユーザインタフェースソフトウェアとポータルサーバを開発し、自社ブランドで定額料金のクラウドストレージサービスを販売する会社が現れた。AmazonもAPIを公開し、売り込みを図っている。2013年8月現在、以下の会社がGlacierを使ったクラウドストレージを提供していると確認されている。
- Pogoplug[10]　年額$49.95で無制限
- Zoolz[11]　年額$30で無制限

いずれのビジネスもひと月あたり$5以下の定額料金で無制限の量のストレージを売り物にしているが、Glacierを使用していることは公表せず、またデータの取り出しに申込後3〜5時間かかることはごく控えめに述べられている。これらのクラウドストレージ小売り会社は、企業向けに即座に取り出し可能なストレージサービスも販売しているが、こちらはバックボーンストレージとしてAmazon S3サービスを使用し、月額料金ははるかに高額である。